# Необеспеченный долг
Необеспеченный долг (англ. unsecured debt) — финансовое понятие, относящееся к любому виду долга, который не защищён гарантом или не обеспечен залогом на определённые активы заёмщика на случай его банкротства, ликвидации или невыполнения условий для погашения. Необеспеченный долг иногда называют подписным долгом или личным займом. Он отличается от обеспеченного долга, например, ипотеки, обеспеченной частью недвижимости, золотого займа, обеспеченного золотом, а также ценных бумаг, таких как срочные вклады, акции или страховые бумаги.
В случае банкротства заёмщика необеспеченные кредиторы предъявляют общие требования к активам заёмщика после того, как конкретные заложенные активы передаются обеспеченным кредиторам. Необеспеченные кредиторы обычно реализуют меньшую долю своих требований, чем обеспеченные кредиторы.
В некоторых правовых системах необеспеченные кредиторы, которые также имеют задолженность перед несостоятельным должником, могут (и в некоторых странах обязаны) зачесть долги, что фактически ставит необеспеченного кредитора с обязательством перед должником в пре-преференциальное положение.
При ценообразовании, основанном на риске, кредиторы, как правило, требуют чрезвычайно высоких процентных ставок в качестве условия продления срока погашения необеспеченного долга. Максимальный убыток по ссуде с надлежащим обеспечением — это разница между справедливой рыночной стоимостью обеспечения и непогашенной задолженностью. Таким образом, в контексте обеспеченного кредитования, использование обеспечения уменьшает размер «ставки», принимаемой кредитором на кредитоспособность должника. Без обеспечения кредитор может потерять всю непогашенную сумму в момент дефолта и должен повысить процентную ставку, чтобы скомпенсировать свой риск. Если высокие процентные ставки считаются ростовщическими, необеспеченные займы в противном случае вообще не будут выдаваться.
Необеспеченные кредиты часто запрашиваются, если требуется дополнительный капитал, в то время как существующие (но не обязательно все) активы заложены для обеспечения предыдущего долга. Обеспеченные кредиторы чаще всего включают в кредитное соглашение формулировку, которая не позволяет должнику брать дополнительные обеспеченные кредиты или закладывать какие-либо активы кредитору.

## Типы необеспеченных долгов
- Корпоративный необеспеченный долг. Поскольку этот тип долга предполагает бо́льшую степень риска, долги корпораций, имеющих более низкий рейтинг облигаций (например, BBB), классифицируются как необеспеченные из-за более высокого риска дефолта[3].

- Персональный кредит — это кредит, который может взять физическое лицо для удовлетворения неопределённых финансовых потребностей. Это может быть сделано для различных целей, таких как свадьба, путешествие, оплата обучения, неотложная медицинская помощь или по любой неопределённой причине.

- Долговременный потребительский кредит предоставляется в секторе розничной торговли для покупки потребительских товаров длительного пользователя (например, телевизоров, стиральных машин, кондиционеров и другой бытовой техники). Покупатель выплачивает сумму товара постепенно ежемесячными платежами. В течение некоторого периода кредит полностью погашается вместе с процентами.

- Студенческие займы — этот распространённый вид долга считается необеспеченным во многих странах, поскольку ссуда обычно берётся студентом или его родителем для оплаты обучения студента. Заёмщик, как правило, должен погасить кредит после завершения обучения и устройства на работу. Из-за очевидной неуверенности студента в том, что он сможет найти работу после того, как он завершит обучение (или даже в том, что его не отчислят), у кредиторов имеются очень строгие критерии для выдачи такого кредита. Кредит предоставляется только после того, как кредитор оценивает академическую успеваемость студента, тип курса, который он хочет пройти, и качество университета, в котором студент получил допуск к вышеупомянутому курсу, в дополнение к другим стандартным критериям, таким как кредитная история поручителя, выписка с банковского счёта, активы и авуары и так далее. Тем не менее, в редких случаях заёмщик (обычно родитель) учащегося может предоставить активы под залог, тем самым делая его обеспеченным займом. В последнее время многие наёмные специалисты также берут кредиты для прохождения курсов или сертификаций. В таких случаях, однако, кредит не считается студенческим — он просто классифицируется как общий личный кредит.